# McG
Joseph McGinty Nichol (Kalamazoo, Míchigan, 9 de agosto de 1968), más conocido como McG, es un director y productor de cine estadounidense.

## Carrera
McG se graduó con un grado de psicología en la Universidad de California de Irvine. Comenzó como fotógrafo en el negocio de la música, a bandas locales y músicos que hizo gratuitamente. Él ayudó a producir el álbum debut de Sugar Ray, Lemonade and Brownies. Con el tiempo, esto le llevó a dirigir videos musicales para Fastball, Korn y The Offspring.
Sus películas como director incluyen Los ángeles de Charlie, y su secuela Los ángeles de Charlie: Al límite así como We Are Marshall. Entre las series de televisión que ha dirigido figuran Fastlane, The O.C., Supernatural, Chuck y Pussycat Dolls Present: The Search For the Next Doll.
En 2008, McG fue el productor ejecutivo de The WB Television Network un nuevo portal en línea. Una de las series, Sorority Forever, la produce con Big Fantastic, los creadores de la serie en línea Prom Queen.	
En 2009, McG dirigió la nueva película de la franquicia Terminator, Terminator Salvation. Comenzará a trabajar en una versión americana de Spaced, pero sin el consentimiento o la contribución original de Simon Pegg, Edgar Wright y Jessica Stevenson, sino que seguirá el mismo concepto básico de la versión en inglés.
Se dice que será el director de la adaptación cinematográfica del musical rock de Broadway Spring Awakening.
Actualmente es productor ejecutivo de la serie Shadowhunters.

## Filmografía

### Como director
- Música (2024)[2]
- Familia revuelta (2023)[3]
- The Babysitter: Killer Queen  (2020)
- Rim of the World (2019)
- The Babysitter (2017)
- Tres días para matar (2014)
- This Means War (2012)
- Terminator Salvation (2009)
- We Are Marshall (2006)
- Los ángeles de Charlie: Al límite (2003)
- Los ángeles de Charlie (2000)